# Cuina de temporada

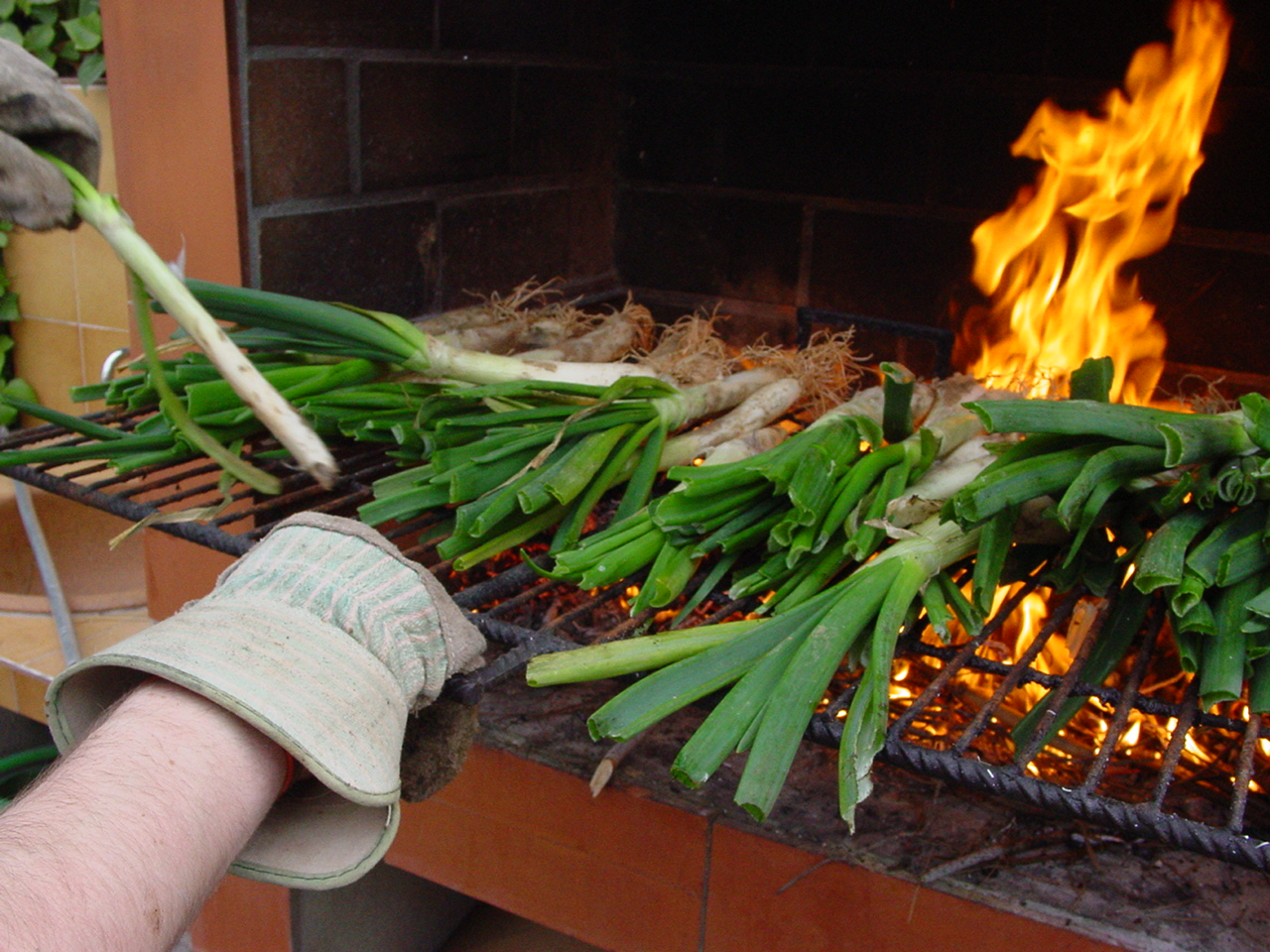
Calçots a la graella.

L'expressió cuina de temporada o cuina de mercat fa referència al conjunt de plats elaborats a partir de productes del temps. Pel fet que els productes del temps són més frescos, abundants i econòmics, la cuina de temporada pot oferir receptes de qualitat a preus raonables.
La cuina de temporada va sovint associada a la cuina de proximitat. Aquesta filosofia es basa en cuinar productes de producció local, obtinguts a poca distància de la llar o restaurant.

## Exemples
Una llista d'exemples de receptes de temporada podria ser excessivament llarga. Uns quants exemples, escollits a l'atzar, permeten aproximar-se al tema.
- Sopa de tirabecs.[6]
- Ànec amb cireres.[7]
- Bolets a la brasa.[8]
- Castanyes i moniatos.[9]
- Truita de faves tendres. Truita d'alls tendres.[10]
- Magrana amb vi dolç.[11]

## Productes segons l'època de l'any
El temps òptim de la collita d'un producte depèn de la situació geogràfica. El clima local i les variacions anuals fan difícil de donar una relació exacta de productes i mesos. A Internet hi ha documents que donen informació sobre el tema. Una aproximació per als Països Catalans, ordenada per mesos, és la següent.

### Gener
Temps de collita de cítrics: taronges, mandarines, llimones, aranges... També dels productes següents: all, all tendre, api, bleda, carxofa, calçot, col, coliflor, espinac, espàrrec, pastanaga, porro i xirivia

### Febrer
Coliflor, brocoli, col arrissada, cabdell, ceba..

### Març
Maduixes...

### Abril
Espàrrecs, pèsols, faves,...

### Maig
Pebrots, carabassons, cireres, nespres, prunes, albercocs, maduixes, ...

### Juny, juliol, agost
Tomàquets, cogombres, mongetes tendres, albergínies, enciams de tota mena, préssecs, nectarines, peres d'estiu, melons, síndries...

### Setembre, octubre, novembre
Patates, moniatos, carabasses, cols, bròquils, porros, apis, figues, raïms, pomes, peres, codonys, magranes, caquis, castanyes ...

### Desembre
Carxofes, mandarines...